# پانسمان هیدروژلی
پانسمان هیدروژلی یک پانسمان پزشکی است که بر اساس هیدروژل‌ها و به شکل یک ساختار هیدروفیلی سه‌بعدی طراحی شده است.
ساختارهای هیدروفیلی نامحلول، ترشحات قطبی زخم را جذب کرده و اجازه می‌دهند اکسیژن به بستر زخم نفوذ کند تا روند بهبودی تسریع گردد. 
پانسمان‌های هیدروژلی می‌توانند به گونه‌ای طراحی شوند که از عفونت باکتریایی جلوگیری کرده، رطوبت را حفظ کنند. این پانسمان‌ها همچنین می‌توانند به تغییرات در میکروزیست محیط بستر زخم واکنش نشان دهند.
هیدروژل‌ها به‌طور الاستیک به تنش‌های وارد شده واکنش نشان می‌دهند؛ هیدروژل‌هایی که از موادی مانند کلاژن ساخته شده‌اند، دارای استحکام بالا و اصطکاک کششی پایینی هستند که آسیب ناشی از تنش‌های مکانیکی را کاهش می‌دهد. پانسمان‌های هیدروژلی باید دارای ویژگی‌های مکانیکی و فیزیکی مشابه با میکروزیست‌محیط سه‌بعدی ماتریکس خارج‌سلولی پوست انسانی باشند. طراحی پانسمان‌های زخم هیدروژلی به گونه‌ای است که مکانیزمی برای اعمال و حذف آن وجود دارد که در جهت به حداقل رساندن آسیب بیشتر به بافت‌ها کمک می‌کند.
پانسمان‌های هیدروژلی را می‌توان به سه دسته تقسیم کرد: مصنوعی، طبیعی و ترکیبی. پانسمان‌های هیدروژلی مصنوعی با استفاده از نانوالیاف ماتریکس خارج‌سلولی بیومیمتیک مانند پلی وینیل الکل (PVA) تولید شده‌اند. هیدروژل‌های پپتیدی طراحی شده خودجمع‌شونده نیز نوعی هیدروژل مصنوعی در حال توسعه هستند.
پانسمان‌های هیدروژلی طبیعی به دو زیرسری تقسیم می‌شوند: بر پایه پلی‌ساکارید (مانند آلژینات‌ها) یا بر پایه پروتئوگلیکان و یا پروتئین (مانند کلاژن). پانسمان‌های هیدروژلی ترکیبی شامل نانوذرات مصنوعی و مواد طبیعی هستند.

## ویژگی ها

### ویژگی های شیمیایی
پانسمان‌های هیدروژلی دارای پیوندهای شیمیایی یا فیزیکی متقاطع هستند. پیوند متقاطع شیمیایی شامل تشکیل پیوندهای کوالانسی بین زنجیره‌های پلیمری است. پانسمان‌های هیدروژلی با پیوند متقاطع شیمیایی از طریق پلیمریزاسیون رشد زنجیره‌ای، پلیمریزاسیون رشد مرحله‌ای، آنزیم‌ها یا پلیمریزاسیون تابش، سنتز می‌شوند. پانسمان‌های مصنوعی که شامل نانوذراتی مانند پلی وینیل الکل (PVA) و پلی‌اتیلن گلیکول (PEG) هستند، با استفاده از مکانیزم‌های پیوند متقاطع شیمیایی ساخته می‌شوند.  
پانسمان‌های هیدروژلی که با پیوند متقاطع فیزیکی تشکیل می‌شوند، از طریق تعاملات یونی، پیوند هیدروژنی، تعاملات هیدروفوبیک یا بلورینه شدن ساخته می‌شوند. پانسمان‌های طبیعی که شامل پلی‌ساکاریدها و پروتئوگلیکان‌ها/پروتئین‌ها هستند، یک شبکه سه‌بعدی را با استفاده از پیوند متقاطع فیزیکی تشکیل می‌دهند. پانسمان‌های هیدروژلی شبیه به شبکه سه‌بعدی متقاطع فیبرهای ماتریکس خارج‌سلولی در پوست انسان هستند.
هیدروژل‌ها می‌توانند از طریق یک فرآیند خودجمع‌شونده تشکیل شوند که در آن مونومرها در محلول نفوذ کرده و سپس تعاملات غیرکوالانسی ایجاد می‌کنند. هیدروژل‌های مورد استفاده در پانسمان‌های زخم می‌توانند با افزودن کاتیون‌های فلزی دو ظرفیتی یا پلی‌ساکاریدهای دارای بار الکتریکی به دلیل تعاملات الکترواستاتیکی خودجمع شوند. خودجمع‌شدن از طریق تعاملات هیدروفوبیک می‌تواند با افزودن آب در ژل‌های پلی‌ساکارید بر پایه آمفیفیلیک القا شود؛ همچنین می‌تواند با افزودن گرافت‌های هیدروفوبیک در هیدروژل‌های غیرآمفیفیلیک القا شود. 
پیوند متقاطع مونومرهای هیدروفیلی محلول یک ساختار سه‌بعدی غیرمحلول را ایجاد می‌کند که می‌تواند مقدار زیادی آب را در خود جای دهد. شبکه پلیمری سه‌بعدی هیدروژل‌ها به شدت آبدار است و دارای 90-99% آب به وزن است؛ این شبکه قادر است چندین برابر بیشتر از حالت غیرمتقاطع، مولکول‌های آب را به خود جذب کند.
پانسمان‌های هیدروژلی می‌توانند تا 600 برابر مقدار اولیه آب خود را جذب کنند، از جمله ترشحات مایع زخم. هیدروژل‌ها به عنوان بیومواد مؤثر برای پانسمان زخم و مهندسی بافت، شناخته می‌شوند زیرا مایعات را تبادل کرده و بافت‌های نکروتیک را آبرسانی می‌کنند. جذب ترشحات باعث می‌شود پانسمان هیدروژلی متورم شده و پیوندهای متقاطع در زنجیره‌های پلیمری گسترش یابد. شبکه سه‌بعدی متقاطع گسترش یافته می‌تواند به طور غیرقابل برگشتی پاتوژن‌ها و زباله‌ها را در خود جای دهد و بدین ترتیب آنها را از زخم حذف کند.
برخی از پانسمان‌های هیدروژلی دارای خواص آنتی‌میکروبی ذاتی هستند. پانسمان‌های هیدروژلی که از پپتیدهای آنتی‌میکروبی (AMPs) و کیتوسان تشکیل شده‌اند، دارای فعالیت آنتی‌میکروبی ذاتی هستند. خواص آنتی‌میکروبی پانسمان‌های هیدروژلی می‌توانند با افزودن نانوذرات فلزی، آنتی‌بیوتیک‌ها یا سایر عوامل آنتی‌میکروبی تقویت شوند. نانوذرات نقره و طلا نیز می‌توانند به پانسمان‌های هیدروژلی اضافه شوند تا فعالیت آنتی‌میکروبی را افزایش دهند. 
برخی از پانسمان‌های هیدروژلی دارای آنتی‌بیوتیک‌هایی مانند سیپروفلوکساسین و آموکسی‌سیلین هستند که در ساختار خود گنجانده شده‌اند و در حین تبادل مایع به زخم آزاد می‌شوند. برخی از پانسمان‌های هیدروژلی شامل عوامل آزادکننده نیتریک اکسید و سایر عوامل آنتی‌میکروبی هستند که به تحریک پاسخ می‌دهند. 
پانسمان‌های هیدروژلی می‌توانند تحت شرایط فیزیولوژیکی نرمال به طور مستقیم به بستر زخم بچسبند، از طریق واکنش‌های اکسیداسیون-کاهش کوینون‌ها. خواص چسبندگی هیدروژل‌ها با افزودن میکروژل‌های دارای بار مثبت به ماتریس سه‌بعدی برای افزایش تعاملات الکترواستاتیکی و هیدروفوبیک تقویت شده است.

### ویژگی های فیزیکی
پانسمان‌های زخم باید قابلیت کشسانی داشته باشند تا از پارگی جلوگیری شود. های لی و همکاران نشان دادند که کشسانی ضعیف و هیسترزیس در هیدروژل‌های مبتنی بر پروتئین‌ها به طور طبیعی می‌تواند با افزودن لینک‌کننده‌های پلی‌پروتئینی اصلاح شود. همچنین، انعطاف‌پذیری هیدروژل‌ها با وارد کردن میکروژل‌ها به ماتریس افزایش می‌یابد. پانسمان‌های هیدروژل شبیه به ساختار فیبری ECM طبیعی هستند تا ارتباط بین سلول‌ها را در بستر زخم حفظ کرده و به بازسازی بافت کمک کنند. 
هیدروژل‌های خودترمیم‌شونده به طور خودکار و معکوس، آسیب‌های ناشی از تنش‌های مکانیکی و شیمیایی را ترمیم می‌کنند. مکانیسم‌های خودترمیمی می‌توانند شامل "پیوندهای دینامیک کوالان، تعاملات غیرکوالان، و تعاملات مختلط" باشند. تعاملات کوالانتی شامل تشکیل پایه اشیف و تبادل دی‌سولفید هستند. 
تعاملات غیرکوالانتی معمولاً از ثبات کمتری برخوردارند  و ph هیدروژل را نسبت به تغییرات میکرو محیطی حساس می‌کنند. برخی از پانسمان‌های هیدروژل به دلیل مکانیسم‌های مختلطی مانند تعاملات میزبانی-مهمان و پروتئین-لیگاند خودترمیم‌پذیر هستند.
پانسمان‌های هیدروژل به صورت ورقه‌ای، آمورف، آغشته‌شده یا قابل اسپری وجود دارند. پانسمان‌های هیدروژل ورقه‌ای در برابر زخم چسبنده نیستند و در درمان زخم‌های با ضخامت جزئی موثرند. هیدروژل‌های آمورف نسبت به پانسمان‌های ورقه‌ای در درمان زخم‌های با ضخامت کامل موثرتر هستند زیرا می‌توانند به شکل بستر زخم سازگار شوند و تسهیل‌کننده دبرمانت خودکار باشند. پانسمان‌های هیدروژل آغشته‌شده، پانسمان‌های خشکی (مانند گاز) هستند که با هیدروژل آمورف اشباع شده‌اند. پانسمان‌های هیدروژل قابل اسپری شامل هیدروژل‌های آمورف هستند که پس از کاربرد، به سرعت ویسکوزیته آن‌ها افزایش می‌یابد. هیدروژل‌های قابل اسپری همچنین نشان داده‌اند که نفوذ و اثر بخشی عوامل درمانی را افزایش می‌دهند.

## پانسمان‌های هیدروژل هوشمند
پانسمان‌های هیدروژل "هوشمند" که به محرک‌ها پاسخ می‌دهند (یعنی دما-پاسخ، زیست-پاسخ، pH-پاسخ، نور-پاسخ و اکسید-کاهش-پاسخ) نیز در حال تولید هستند.
- پانسمان‌های هیدروژل pH-پاسخ در زمانی که pH زخم از سطوح نرمال پوست (pH 4–6) به سطوح داخلی (pH ~7.4) افزایش می‌یابد، فاکتورهای رشد و عوامل آنتی‌بیوتیکی را آزاد می‌کنند.
- پانسمان‌های هیدروژل اکسید-کاهش-پاسخ می‌توانند به طور آن‌دِمان با افزودن عامل کاهنده تجزیه شوند.
- ساختار شبکه سه‌بعدی پانسمان‌های هیدروژل نور-پاسخ با تابش یو وی  شروع می شود. .

پانسمان‌های هیدروژل دما-پاسخ تغییر حالت مایع-ژل وابسته به دما آزادسازی دارو را نشان می‌دهند.

## کاربردها
اثربخشی پانسمان‌های هیدروژل بر روی انواع مختلف زخم‌ها ارزیابی شده است. شواهدی وجود دارد که نشان می‌دهد هیدروژل‌ها پانسمان‌های مؤثری برای زخم‌های مزمن، از جمله زخم‌های فشاری، زخم‌های دیابتی و زخم‌های وریدی هستند، هرچند نتایج هنوز قطعی نیستند. هیدروژل‌ها نشان داده‌اند که به تسریع بهبود در زخم‌های سوختگی با ضخامت جزئی و کامل از اندازه‌های مختلف کمک می‌کنند. مطالعات دیگر نشان داده‌اند که پانسمان‌های هیدروژل به تسریع بهبود در آسیب‌های پوستی رادیواکتیو و زخم‌های ناشی از گاز گرفتن سگ کمک می‌کنند. پانسمان‌های هیدروژل زمان بهبود آسیب‌های پوستی تروماتیک را به طور میانگین 5.28 روز کاهش می‌دهند و درد گزارش‌شده توسط بیماران را کاهش می‌دهند.

## انواع

### پانسمان های هیدروژل طبیعی
پانسمان‌های هیدروژل مبتنی بر پلی‌ساکارید از پلیمرهایی مانند اسید هیالورونیک، کیتین، کیتوزان، آلژینات و آگارز سنتز شده‌اند. پانسمان‌های هیدروژل پروتئینی/پروتئوگلیکان طبیعی از پلیمرهایی مانند کلاژن، ژلاتین، کپا-کاراژینان و فیبرین سنتز شده‌اند.

### پانسمان‌های هیدروژل سنتزی
پانسمان‌های هیدروژل سنتزی ممکن است از پلیمرهای سنتزی مانند الکل پلی‌وینیل (PVA) پلی اتیلن گلیکول) (PEG)، پلی‌یورتان (PU) و پلی(لاکتید-کو-گلیکولید) (PLGA) مشتق شوند. همچنین، پانسمان‌های هیدروژل سنتزی ممکن است از پپتیدهای طراحی‌شده تشکیل شوند. محققان در حال به‌کارگیری چاپ سه‌بعدی در سنتز پانسمان‌های هیدروژل هستند.

### پانسمان های هیدروژل بیوهیبرید
هیدروژل‌ها ممکن است برای ادغام کاتیون‌های فلزی (مانند مس (II))، لینک‌کننده‌های قابل تجزیه (مانند دکستران) و گروه‌های عملکردی چسبنده )مانند RGD) اصلاح شوند. ادغام مشتقات بیولوژیکی در هیدروژل‌های سنتزی به تولیدکنندگان این امکان را می‌دهد که تمایلات پیوندی و خاصیت، ویژگی‌های مکانیکی و ویژگی‌های پاسخ‌دهی به محرک‌ها را سفارشی‌سازی کنند.